# Iphigenia oliveri
Iphigenia oliveri är en tidlöseväxtart som beskrevs av Adolf Engler. Iphigenia oliveri ingår i släktet Iphigenia och familjen tidlöseväxter. Inga underarter finns listade i Catalogue of Life.